# ŠK Pula
ŠK Pula – chorwacki klub szachowy z siedzibą w Puli.

## Historia
Klub powstał w 1949 roku, pierwszym prezesem był Šime Finderle. W pierwszych latach działalności klubu jego gośćmi byli Braslav Rabar, Juraj Nikolac i Mario Bertok. Po rozpadzie Jugosławii klub awansował do Prvej A ligi, w której zajął trzecie miejsce w 1998 roku. W 1999 roku ŠK Pula uczestniczył w rozgrywkach Pucharu Europy. W fazie grupowej chorwacki klub wygrał z TED Ankara Kolejliler, a następnie przegrał z Chimikiem Biełorieczensk i Radonją Bojović Nikšić, zajmując w swojej grupie czwarte miejsce. W 2002 roku zespół zajął drugie miejsce w rozgrywkach o puchar kraju, a rok później – trzecie. W 2007 roku klub spadł z pierwszej ligi. W 2009 roku na jeden sezon klub powrócił do najwyższej ligi chorwackiej. W 2019 roku ŠK Pula ponownie uzyskał awans do pierwszej ligi.
Zawodnikami klubu byli m.in. Nicat Abasov, Goran Dizdar, Nenad Ferčec, Siergiej Mowsesjan, Mladen Palac, Raunak Sadhwani, Dražen Sermek, Marko Tratar i Maksim Wawulin.